# Пролет на булевард „Карл Юхан“
Пролет на булевард „Карл Юхан“ (на норвежки: Vårdag på Karl Johan) е картина на норвежкия художник Едвард Мунк, нарисувана с маслени бои върху платно през 1891 г.
Картината е пример за влиянието на френския импресионизъм над творбите на Мунк. Сюжетът, улица в град, и веселите светли цветове са типични за това течение. Използването на метода поантилизъм е само стъпка в развитието на Мунк, който ще продължи да се задълбочава в сферата на интерпретациите. 
Темата на картината е булевардът на норвежката столица Осло Карл Юхан, който е популярно място за разходки. В края на булеварда се вижда силуетът на кралския дворец. 
Картината се намира в Музея на изкуствата в Берген и е част от колекцията „Расмус Майер“. 